# أليكساندرو إيونيتا
أليكساندرو إيونيتا (بالرومانية: Alexandru Ioniță)‏ هو لاعب كرة قدم روماني في مركز نصف الجناح، ولد في 14 ديسمبر 1994 في بوخارست في رومانيا. شارك مع منتخب رومانيا تحت 19 سنة لكرة القدم ومنتخب رومانيا تحت 21 سنة لكرة القدم ومنتخب رومانيا لكرة القدم. أما مع النوادي، فقد لعب مع رابيد بوخارست وسي إف آر كلوج ونادي أسترا جورجو ونادي يونيفيرسيتاتيا كرايوفا.

## وصلات خارجية
- أليكساندرو إيونيتا على موقع الاتحاد الأوربي (الإنجليزية)
- أليكساندرو إيونيتا على موقع قاعدة بيانات كرة القدم.إي يو (الإنجليزية)
- أليكساندرو إيونيتا على موقع ناشيونال فوتبول تيمز (الإنجليزية)
- أليكساندرو إيونيتا على موقع Soccerway.com (الإنجليزية)
- أليكساندرو إيونيتا على موقع عالم كرة القدم.نت (الإنجليزية)
- أليكساندرو إيونيتا على موقع AS.com (الإسبانية)